# Media Gateway Control Protocol
Media Gateway Control Protocol (MGCP, traducido en ocasiones como Protocolo de Control de Puerta de Enlace de Medios o Protocolo de Control de Pasarela de Medios) es un protocolo de control de dispositivos, donde un gateway esclavo (MG, Media Gateway) es controlado por un maestro (MGC, Media Gateway Controller, también llamado Call Agent).
MGCP es un protocolo interno de voz sobre IP (VoIP) cuya arquitectura se diferencia del resto de los protocolos VoIP por ser del tipo cliente – servidor. MGCP está definido informalmente en la RFC 3435, y aunque no ostenta el rango de estándar, su sucesor, Megaco está aceptado y definido como una recomendación en la RFC 3015.
Está compuesto por:
- un MGC, Media Gateway Controller
- uno o más MG, Media Gateway
- uno o más SG, Signaling Gateway.

Un gateway tradicional, cumple con la función de ofrecer conectividad y traducción entre dos redes diferentes e incompatibles como lo son las de conmutación de paquetes y las de conmutación de circuitos. En esta función, el gateway realiza la conversión del flujo de datos, y además realiza también la conversión de la señalización, bidireccionalmente.
MGCP separa conceptualmente estas funciones en los tres elementos previamente señalados. Así, la conversión del contenido multimedia es realizada por el MG, el control de la señalización del lado IP es realizada por el MGC, y el control de la señalización del lado de la red de conmutación de circuitos es realizada por el SG.
MGCP introduce esta división en los roles con la intención de aliviar a la entidad encargada de transformar el audio para ambos lados, de las tareas de señalización, concentrando en el MGC el procesamiento de la señalización.
El control de calidad de servicio QoS se integra en el gateway GW o en el controlador de llamadas MGC. Este protocolo tiene su origen en el SGCP (de Cisco y Bellcore) e IPDC. Bellcore y Level3 plantearon el MGCP a varios organismos. 
- Datos: Q1483431